# Chorągiew kozacka Samuela Konarskiego
Chorągiew kozacka Samuela Konarskiego - chorągiew jazdy kozackiej I połowy XVII wieku, okresu wojen Rzeczypospolitej ze Szwedami i Moskwą.
Szefem tej chorągwi był wojewoda pomorski Samuel Konarski. Żołnierze chorągwi wzięli udział w wojnie polsko-szwedzkiej 1626-1629.